# Tom Hamilton
Tom Hamilton (Colorado Springs, 31 de diciembre de 1951) es un bajista de Estados Unidos, miembro de la banda estadounidense de Hard rock Aerosmith. Es autor de canciones como Sweet Emotion, entre otras.

## Biografía
Thomas William Hamilton nació en Colorado Springs, hijo de George y Betty Hamilton. Sus hermanos son Scott, Perry (mayores) y Cecily (menor). Su padre era miembro de la Fuerza Aérea y su madre una dueña de casa.
Primeramente, aprendió a tocar guitarra debido a que su hermano recibió una cuando Tom tenía cuatro años. Scott fue quien le enseñó los primeros acordes cuando Tom tenía 12 años. Luego, a los 14, cambió la guitarra por el bajo al unirse a una banda, pues el puesto de bajista estaba vacante. Hamilton fue miembro de algunas agrupaciones con quien sería el guitarrista de Aerosmith, Joe Perry, además de David "Pudge" Scott, una de esas bandas se llamaba, simplemente, "The Ja Band".

## Inicios y llegada a Aerosmith
Fue en un concierto de esta última, en el verano de 1970, en un local llamado "The Barn", ubicado en Sunapee, New Hampshire, en donde conoció a Steven Tyler, fue allí cuando decidieron mudarse a Boston, para empezar una banda, aunque no aún con el nombre de Aerosmith. Poco tiempo después, Scott dejaría el grupo, siendo reemplazado por Tyler en la batería. Así, pasaron a ser un power trio, con Hamilton al bajo, Perry como guitarrista, y Tyler como vocalista y baterista; luego, Ray Tabajo entraría también como guitarrista y Joey Kramer como baterista, de modo que Tyler se enfocara tan solo en su labor de vocalista, fue este último quien sugirió el nombre Aerosmith. Finalmente, Tabano fue reemplazado por Brad Whitford, y así nació Aerosmith.
Hamilton ayudó a escribir tres reconocidas canciones del grupo: "Sweet Emotion", "Janie's Got a Gun" y "Jaded"; además de otras no tan famosas, como "Uncle Salty", "Sick As A Dog" "Critical Mass", "Kings And Queens", "The Hand That Feeds", "The Reason A Dog", "The Hop" y "The Movie". 

## Técnica

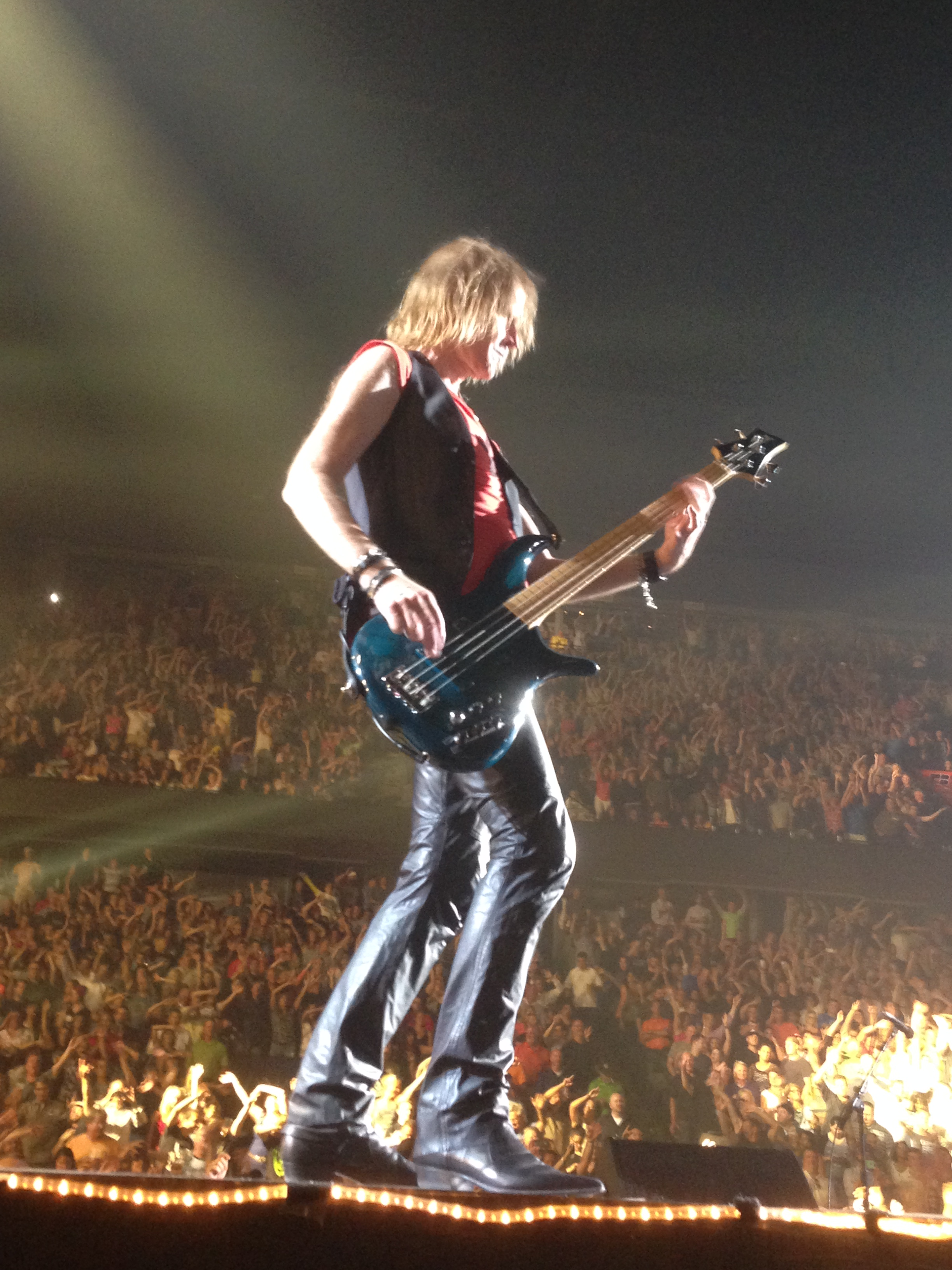

Su estilo de tocar combina el uso de sus dedos y con púa, y sus composiciones rítmicas son particulares ya que en ocasiones atrasa o adelanta las notas pero de una forma armónica, hecho bastante apreciable en los minutos finales de "I Don't Want To Miss A Thing".

## Vida personal
Se casó con Terry Cohen en 1975, y es padre de dos hijos, Julian y Sage.
En agosto del 2006, hizo público su diagnóstico de cáncer de garganta y lengua, para luego completar un tratamiento de radio y quimioterapia durante siete semanas, como consecuencia, no concurrió al Route And Eveil Tour. David Hull, miembro de The Joe Perry Project, fue quien lo remplazó; aquella fue la primera vez que Hamilton se ausentó de la banda. Luego, acompañó a la banda en "Sweet Emotion", en el concierto dado en septiembre del mismo año en Boston, y tocó en un concierto privado en el Beacon Theatre, de Nueva York, el 3 de diciembre. El 20 de diciembre Hamiltón publicó mediante el Aero Force One (el club de fans de la banda en Estados Unidos), que se había curado del cáncer luego de un examen PET. Volvió a ausentarse de la banda, luego de una cirugía adicional, durante el tour que realizaron junto a ZZ Top y David Hull lo volvió a reemplazar El cáncer volvió a aparecer en 2011, sin embargo, volvió a curarse.
Hamilton volvió a ausentarse de la banda en abril del 2013, durante unas fechas en Australia en el Global Warming Tour, luego de dos conciertos debido a una infección pectoral, David Hull fue desde Estados Unidos para reemplazarlo.
En abril de 2016, Thin Lizzy anunció que Hamilton sería parte de la banda, durante sus conciertos de 2016 y 2017..
De acuerdo con el sitio web oficial de Aerosmith, su canción favorita es "The Farm" (del álbum de 1997 Nine Lives).. Entre sus bajistas favoritos están John Paul Jones, John Entwistle y Paul McCartney.